# Phyllosticta magnoliae
Phyllosticta magnoliae är en svampart som beskrevs av Sacc. 1878. Phyllosticta magnoliae ingår i släktet Phyllosticta och familjen Botryosphaeriaceae.   Inga underarter finns listade i Catalogue of Life.